# Dolichopeza wuda
Dolichopeza wuda är en tvåvingeart som beskrevs av Günther Theischinger 2000. Dolichopeza wuda ingår i släktet Dolichopeza och familjen storharkrankar. Inga underarter finns listade i Catalogue of Life.